# Bolton-le-Sands
Bolton-le-Sands is een civil parish in het bestuurlijke gebied Lancaster, in het Engelse graafschap Lancashire met 4127 inwoners.